# Israel Keyes

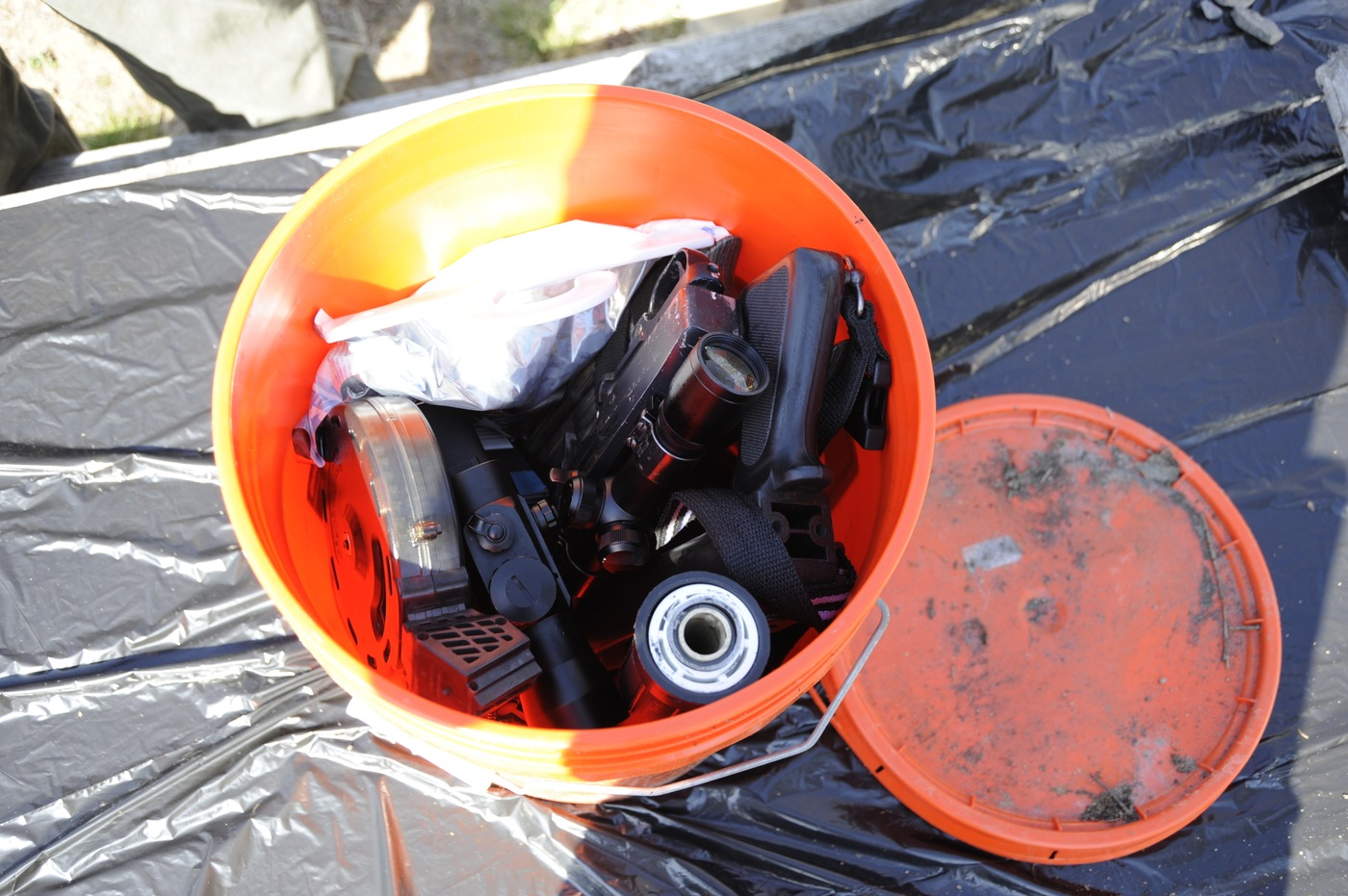
„Murder Bag“ in New York

Israel Keyes (* 7. Januar 1978 in Richmond, Utah; † 2. Dezember 2012 in Anchorage, Alaska) war ein US-amerikanischer Serienmörder, der drei Morde verübt hat.

## Vorgeschichte
Keyes wurde 1978 als das zweite von zehn Kindern in Utah geboren, wuchs in Cove (Utah) auf und wurde mormonisch erzogen. Seine Eltern behinderten den Kontakt zu anderen Menschen. 1983 zog die Familie in der Nähe von Colville in eine Waldhütte mit nur einem Raum, ohne Wasser und Strom, in der die Familie lebte. Deshalb musste ein Teil der Kinder in Zelten schlafen. Die Keyes’ wechselten vom Mormonentum zur Ark Christian Church, einer christlichen Freikirche, in der neben den traditionellen christlich-konservativen Werten auch rassistische und auch zum Teil antisemitische Glaubensgrundsätze gepredigt wurden. Mit 14 Jahren beging er mit einem Freund Wohnungseinbrüche. 1995 arbeitete Keyes für eine Baufirma. Bei einem Ferienaufenthalt zwischen 1996 und 1998 in Maupin, Oregon traf er in der Nähe des Deschutes River auf eine Wandergruppe. Er behauptete ein etwa 14 bis 16 Jahre altes Mädchen von der Gruppe getrennt und vergewaltigt, aber am Leben gelassen zu haben. Ende der 1990er Jahre zog die Familie Keyes nach Maine. Seine Eltern warfen ihn hinaus, als er ihnen sagte, dass er Atheist sei und Keyes wandte sich dem Okkultismus und Satanismus zu.
Am 1998 trat Keyes der United States Army bei und war in Fort Lewis, Fort Hood und auch für einige Monate auf der Sinai-Halbinsel in Ägypten stationiert. Er war eigenbrötlerisch und trank an den Wochenenden viel Alkohol. Er wurde im Juli 2001 aus der Army entlassen.
Keyes zog nach Neah Bay und eröffnete einen kleinen Gemischtwarenladen und lernte eine Partnerin kennen, mit der er eine Tochter bekam. Später trennte sich das Paar. 2007 zog Keyes mit seiner Tochter nach Anchorage und begann als Bauunternehmer, Handwerker und Bauarbeiter zu arbeiten.

## Werdegang

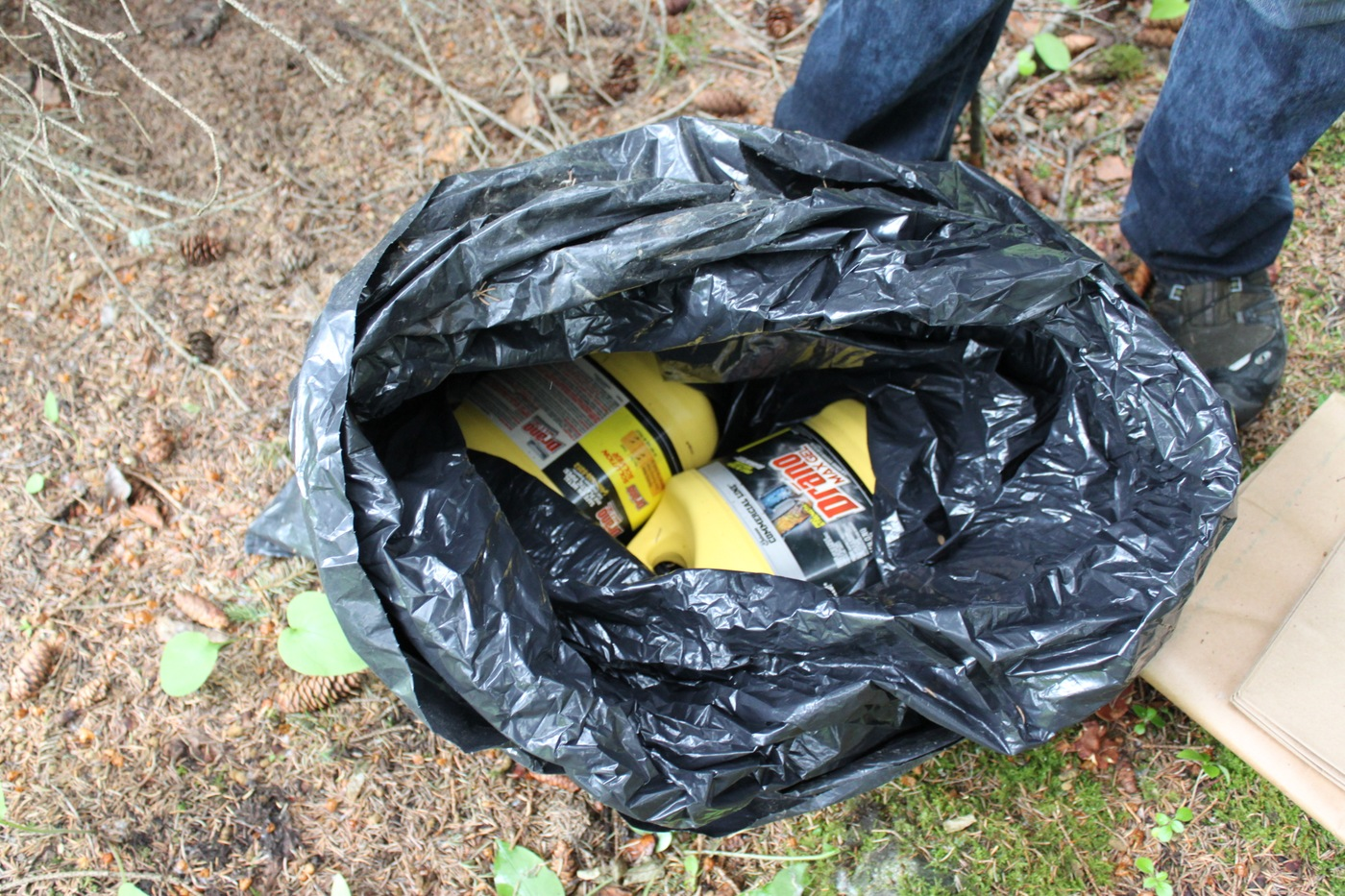
„Murder Bag“ in Alaska

Anchorage diente ihm als Rückzugsort. Von dort flog er in verschiedene US-Bundesstaaten, um dort Straftaten zu begehen. Er mied es mit Debitkarten zu zahlen, vernichtete SIM-Karten nach kurzem Gebrauch und beging selten mehr als eine Straftat in einer Stadt. In verschiedenen Staaten vergrub er sogenannte „Murder Bags“, Behälter, in denen er Schaufeln, Munition, Messer oder Waffen versteckte.
Keyes behauptete 2001 in Neah Bay einen Mann und von 2001 bis 2006 in Washington State vier weitere Menschen ermordet zu haben. Keyes sagte aus er habe nicht mehr als zwölf Personen ermordet, Kinder und deren Eltern habe er aber nicht getötet, aus Scham, seine eigene Tochter könne etwas darüber in den Medien lesen. Er beging angeblich zwischen 2001 und 2012 rund 30 Wohnungseinbrüche und zwei Banküberfälle. Er gab an, keine Präferenzen bei seinen Opfern gehabt zu haben, außer dass sie nicht zu schwer sein sollten, damit er sie leichter wegschleppen konnte. Er interessierte sich für andere Serienmörder und identifizierte sich mit ihnen. Die Polizei ordnet ihm insgesamt elf Morde zu.

### Mord an dem Ehepaar Bill und Lorraine Currier
Keyes ermordete das Ehepaar Bill (50) und Lorraine Currier (55), die in einer Tierklinik und als medizinische Praxisangestellte arbeiteten. Dazu reiste er nach Essex (Vermont), brach in der Nacht auf den 8. Juni 2011 in das Haus der Curriers ein und ermordete das schlafende Paar und verging sich an der Frau. Die Leichen vergrub er im Keller unter dem Haus der Curriers. Im Oktober 2011 wurde das Haus abgerissen. Als Keyes später die Tat gestand, waren die sterblichen Überreste der Curriers jedoch nicht mehr auffindbar.

### Mord an Samantha Koenig

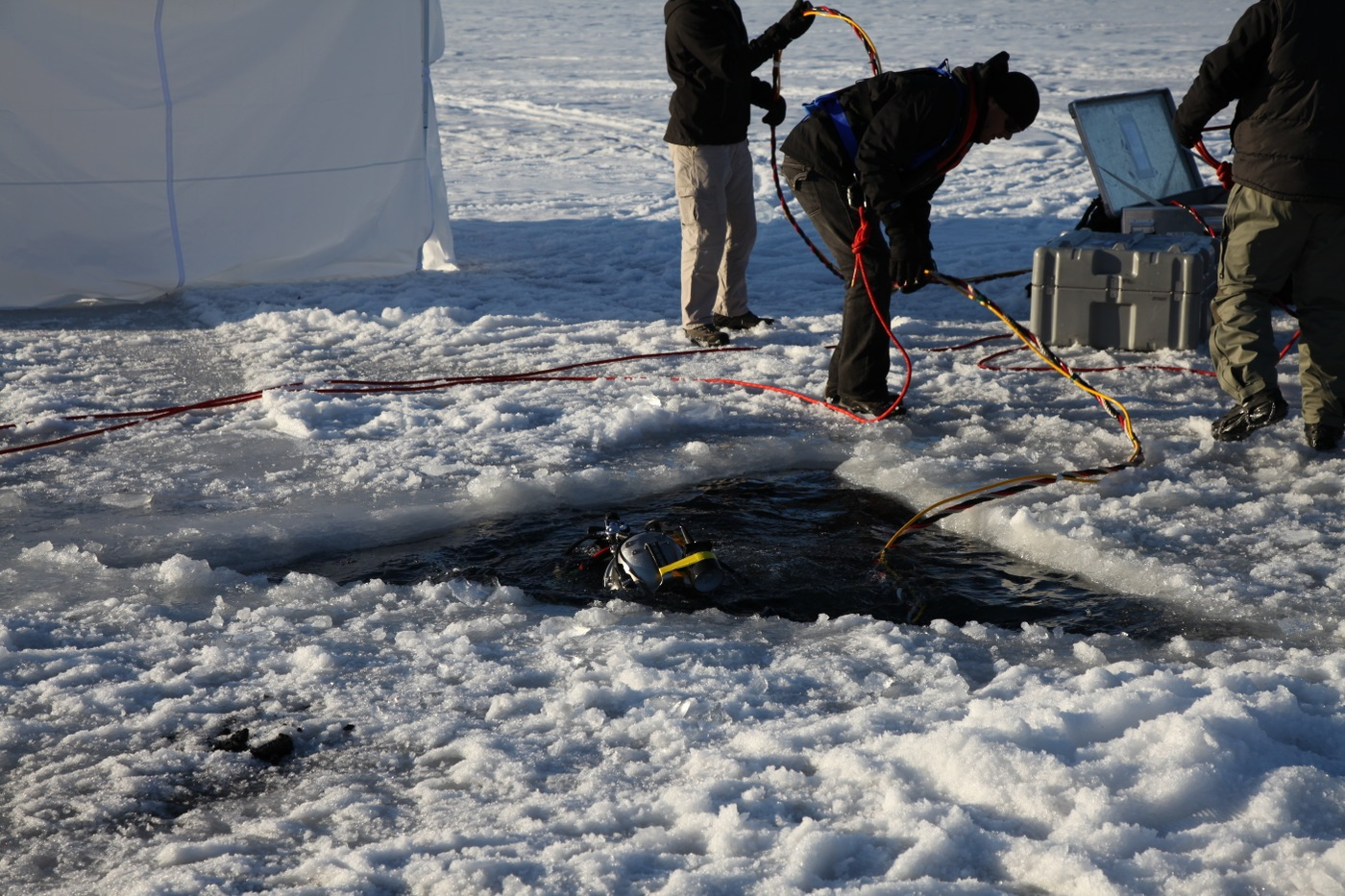
Das FBI sucht im Manatuska Lake nach Samantha Koenigs Leichnam (April 2012)

Im Februar 2012 bestellte Keyes in einem Café in Anchorage einen Kaffee bei der 18-jährigen Samantha Koenig, die erst seit einem Monat als Barista arbeitete. Als Koenig ihm den Kaffee reichte, drängte der Täter sie zu seinem Auto. Danach fuhr er zu sich nach Hause und sperrte Samantha Koenig in einen Schuppen. Er brach in das Auto von Samantha Koenigs Freund Duane Tortolani ein, um Samantha Koenigs Kontokarte zu stehlen und Geld von ihrem Konto abzuheben. Über Samantha Koenigs Handy schickte er ein SMS an Duane, wonach Samantha ein paar Tage die Stadt verlassen müsse. Duane Tortolani solle sich nicht sorgen und Samantha Koenigs Vater benachrichtigen. Keyes missbrauchte und erwürgte das Mädchen und versteckte die Leiche in einem Schrank. Am nächsten Tag fuhr er in Urlaub.
Nach seiner Rückkehr nach Anchorage lief die Suche nach Samantha Koenig auf Hochtouren. Eine Überwachungskamera hatte die Entführung von Samantha Koenig festgehalten. Er warf die Leiche in den Matanuska Lake, wo sie später gefunden wurde.

### Verhaftung und Selbstmord
Am 7. März hob er Geld von Samantha Koenigs Konto ab und wurde mit seinem Mietauto von einer Überwachungskamera aufgezeichnet. Am 9. März benutzte er in Texas Samantha Koenigs Kontokarte und das FBI verständigte die Polizei von Texas. Am 13. März 2012 bemerkte ein Streifenwagen Keyes’ Ford Focus vor einem Motel. Er wurde verhaftet und nach Anchorage gebracht. Dort gestand Keyes den Mord an Samantha Koenig und andere Taten. Trotz Überwachung suizidierte sich Keyes mit einer Rasierklinge und wurde am 2. Dezember 2012 tot in seiner Zelle aufgefunden.